# Abraham Aron Roback
Pour les articles homonymes, voir Roback.
Abraham Aron Roback (ou Aaron Roback, 19 juin 1890 – 7 juin 1965) est un psychologue américain promoteur du yiddish.

## Biographie
A. A. Roback est né le 19 juin 1890 à Goniądz, dans l'Empire russe (aujourd'hui en Pologne). Il est le benjamin des quatre enfants d'Isaac Roback et Leba Rahver. La famille émigre en 1892 à Montréal, où il va à l'école publique. Il est diplômé de l'université McGill en 1912, après avoir étudié la philosophie avec J. W. A. Hickson (en) et la psychologie expérimentale avec William D. Tait. Il obtient un master de psychologie à l'université Harvard en 1913 puis, en 1917 un doctorat sous la direction d'Hugo Münsterberg également à Harvard, où il enseigne ensuite plusieurs années (1920-1923). Il enseigne aussi à l'université de Pittsburgh, à l'université du Nord-Est, à l'université Clark et au Massachusetts Institute of Technology. De 1949 à 1959, il enseigne à Emerson College à Boston.
Roback fait passer les livres en yiddish de l'université Harvard de 400 à 10 000 volumes et créz en 1929 le premier cours universitaire de littérature yiddish aux États-Unis, pour l'extension de l'université du Massachusetts.
Dans son Dictionary of International Slurs (dictionnaire des insultes internationales), publié en 1944, il crée le néologisme « ethnophaulisme », qui définit un terme péjoratif désignant les membres d'un groupe ethnique étranger.
Il meurt à Cambridge, le 7 juin 1965.

## Publications
- (yi) Goldfaden-bukh. New York : Yidisher Teater Muzey (1926)
- (en) The Psychology of Character (1927)
- (en) Jewish Influence in Moderne Thought (1929)
- (en) I. L. Peretz: Psychologist of Literature (1935)
- (en) The Story of Yiddish literature. New York : Yiddish Scientific Inst., American Branch (1940)
- (en) A Dictionary of International Slurs (Ethnophaulisms). With a Supplementary Essay on Aspects of Ethnic Prejudice. Sci-Art Publishers, Cambridge MA 1944
- (en) The History of American Psychology (1952)
- (en) Destiny and Motivation in Language; Studies in Psycholinguistics and Glossodynamics. Cambridge, 1954
- (en) Contemporary Yiddish Literature (1957)
- (yi) Die Imperye Yiddish (1958)
- (en) History of psychology and psychiatry. New York : Citadel Press, 1961
- (yi) Der Folks Geist in der Yiddish Sprach (1964)